# Koltan
Koltán (coltan) je v Afriki udomačeno ime za rudnino kolumbit-tantalit, iz katere se industrijsko pridobivata kovini niobij in tantal. Kolumbij (columbium) je staro ime za niobij, iz tega pa izhaja prvi del zloženke kol-tan. Koltan je črne barve in nima odsevne površine. 

### Uporaba in vpliv na družbo
Tantal se uporablja za izdelavo različnih elektronskih naprav, zaradi česar povpraševanje po njem hitro narašča. Pomembna nahajališča koltana so v vzhodnih pokrajinah DR Konga, od koder se dobavlja okoli 80% svetovne proizvodnje koltana. Po trditvah nekaterih virov je boj za dobiček od prodaje koltana vzrok za notranjo nestabilnost države .